# Stanko Kotnik
Stanko Kotnik, slovenski profesor, slavist in didaktik, * 23. junij 1928, Maribor, † 3. julij 2004, Maribor.

## Življenjepis
Kotnik je leta 1954 diplomiral iz slovenistike in rusistike na ljubljanski filozofski fakulteti in se 1955 zaposlil na osnovni šoli na Prevaljah. Od leta 1968 do 1988 je na mariborski pedagoški fakulteti predaval metodiko pouka slovenskega jezika in književnosti.

## Delo
Stanko Kotnik je bil med pobudniki bralne značke. V času, ko je poučeval na Prevaljah, imata on in Leopold Suhodolčan, ki je bil tisti čas ravnatelj na prevaljski osnovni šoli veliko zaslug za to, da se je bralna značka razširila med slovenskimi šolarji.
Stanko Kotnik je objavljal literarne kritike, literarno zgodovinske prispevke in članke o slovenskem jeziku in pravopisu, metodiki in didaktiki. Uredil je nekaj knjig za mladino slovenskih pisateljev: France Bevk (Pastirci), Prežihov Voranc (Solzice), Tone Seliškar (Mule), Vinko Möderndorfer (Koroške pripovedke) in Miško Kranjec (Otroci, čigavi ste?)  ter sodeloval pri osnovnošolskih učbenikih.